# 阿道夫·豪普特
阿道夫·豪普特（德語：Adolf Haupt，1877年12月14日—1933年6月15日），德国出版商、印刷商，曾长期在中国青岛工作。

## 生平
阿道夫·豪普特1877年生于德国亚琛。1900年到青岛，在上海某德国商人开设的德文书局（Deutsche Druckerei und Verlagsanstalt，位于中山路）做印刷工。1903年5月1日，德国商人维克多·勒尔（Viktor Roehr）接手该公司，改名为福昌书局（Deutsch-Chinesische Druckerei und Verlagsanstalt，又译“德华印刷所”）。同年，豪普特在上海与卡特琳娜·赫布斯特（Katharina Herbst）结婚，育有二子二女。

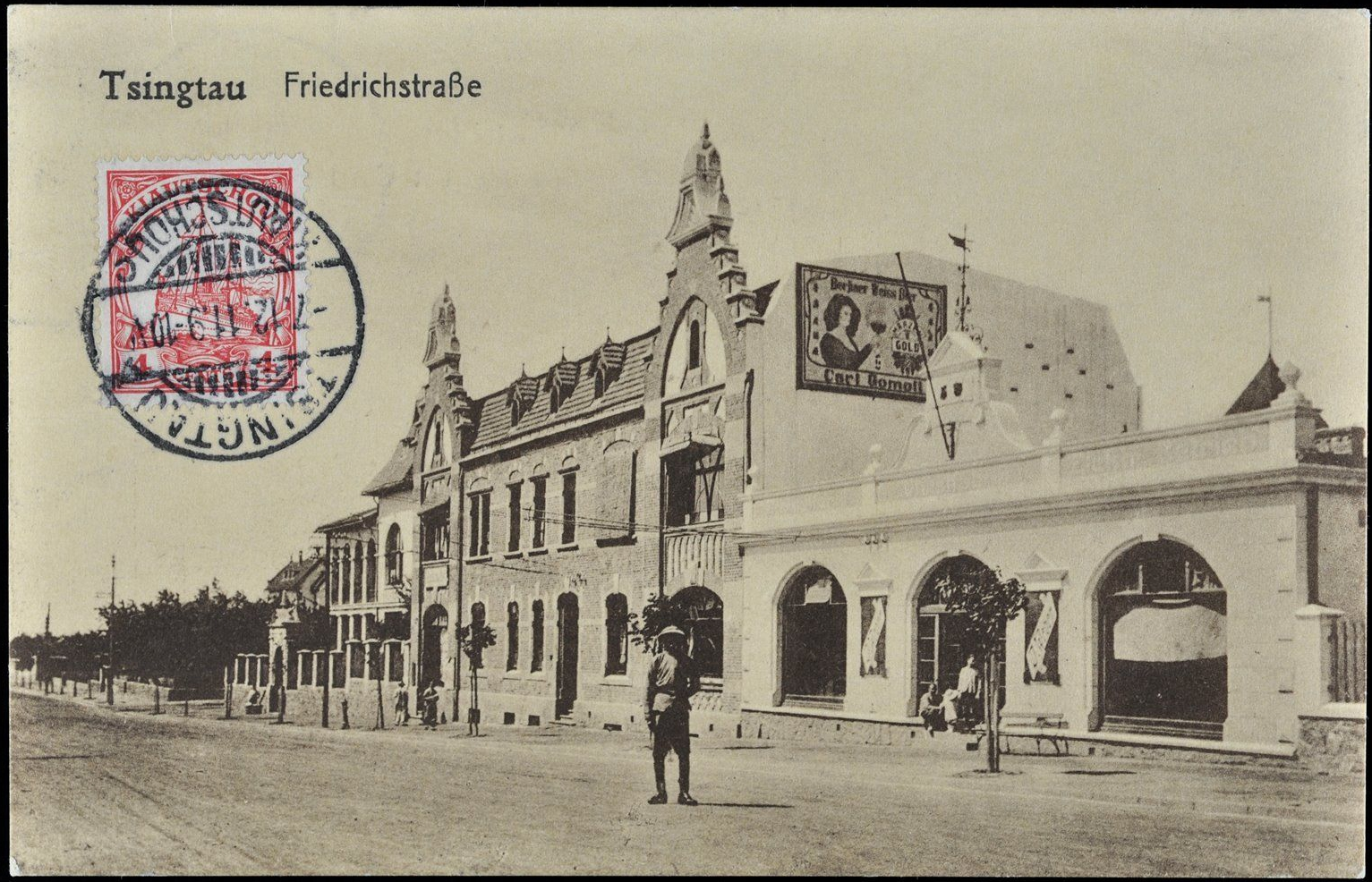
青岛印书局所在地，德占时期明信片

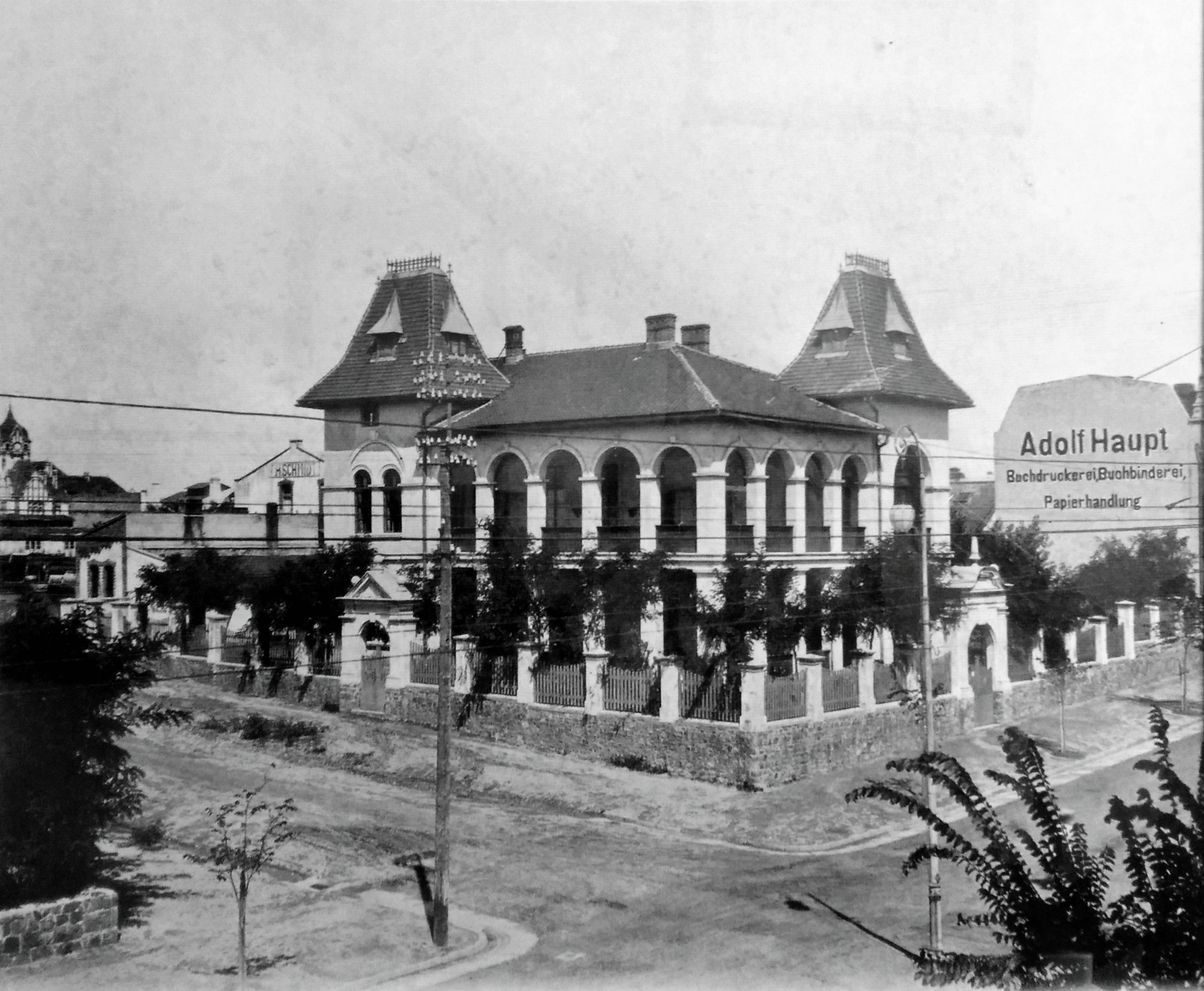
青岛印书局1911年出版的《青岛纪念相册》收录的一张照片，中央为贝格学生公寓，右侧可见青岛印书局所在地及墙面广告

1905年1月19日，豪普特离开福昌书局，开设青岛印书局，设于弗里德里希街（Friedrichstraße，今中山路南段）商人约翰内斯·韦伯（Johannes Weber）于1904-1905年间建造的商业楼中（该楼位于中山路西侧、湖南路湖北路之间，2003年拆除）。其弟威廉·豪普特（德語：Wilhelm Haupt）后来也在该公司工作。青岛印书局经营印刷、装订、出版、刻章、办公用品等。该公司印刷了1908年10月10日至1912年12月31日发行的《胶澳邮报》（Kiautschou-Post），出版了1912年谋乐（Friedrich Wilhelm Mohr）所著《青岛全书》、C.于格宁中尉（Oberleutnant C. Huguenin）所著《海军陆战第三营营史》（Geschichte des III. See-Bataillons）、1911年2月的《青岛纪念相册》（Tsingtau Souvenir）、1914年4月30日的《青岛相册》（Album von Tsingtau）及各种明信片等。
1914年8月青岛战役爆发后，豪普特编入民兵参战，11月日军占领青岛后被俘虏，最初被关押在丸龟战俘营，1917年4月转移至板东战俘营。其家人战时在上海避难。一战结束后，豪普特于1919年离开战俘营，与家人回到德国，居住在贝格诺伊施塔特。1923年11月，豪普特从汉堡赴上海，在德国出版商爱德华·韩吉（Eduard Hänggi）开设的A.B.C. Press工作。1926年，豪普特回到青岛，在天主教圣言会开设的天主堂印书局出任负责人。1927年，豪普特出版了《青岛及近郊导游》（Führer durch Tsingtau und Umgebung），同年出版英文版。1933年，豪普特准备出版英文版《青岛及近郊导游》（Guide to Tsingtao and its environs）时逝世。其遗孀将遗稿交给美国印刷商乔治·台尔贝格（George G. Telberg），于1934年出版。